# Eviota nigripinna
Eviota nigripinna is een straalvinnige vissensoort uit de familie van grondels (Gobiidae). De wetenschappelijke naam van de soort is voor het eerst geldig gepubliceerd in 1980 door Lachner & Karnella.